# 4853 Marielukac
A 4853 Marielukac (ideiglenes jelöléssel 1979 ML) a Naprendszer kisbolygóövében található aszteroida. Carlos Torres fedezte fel 1979. június 28-án.